# Roberts Savaļnieks
Roberts Savaļnieks (ur. 4 lutego 1993 w Valmierze) – łotewski piłkarz występujący na pozycji pomocnika w klubie RFS, do którego trafił z Riga FC. Wychowanek Liepājas Metalurgs, gdzie w połowie 2009 roku włączono go do kadry pierwszego zespołu. 27 stycznia 2014 roku podpisał półroczny kontrakt z Jagiellonią. Reprezentant Łotwy.

## Statystyki kariery
(aktualne na dzień 7 czerwca 2014)
| Klub                     | Sezon              | Liga               | Liga  | Liga   | Puchar kraju | Puchar kraju | Europa | Europa | Suma  | Suma   |
| Klub                     | Sezon              | Liga               | Mecze | Bramki | Mecze        | Bramki       | Mecze  | Bramki | Mecze | Bramki |
| ------------------------ | ------------------ | ------------------ | ----- | ------ | ------------ | ------------ | ------ | ------ | ----- | ------ |
| Liepājas Metalurgs       | 2009               | Virslīga           | 2     | 0      | 0            | 0            | 0      | 0      | 2     | 0      |
| Liepājas Metalurgs       | 2010               | Virslīga           | 11    | 0      | 2            | 0            | 0      | 0      | 13    | 0      |
| Liepājas Metalurgs       | 2011               | Virslīga           | 15    | 2      | 1            | 0            | 0      | 0      | 16    | 2      |
| Liepājas Metalurgs       | 2012               | Virslīga           | 32    | 2      | 4            | 1            | 1      | 0      | 37    | 3      |
| Liepājas Metalurgs       | 2013               | Virslīga           | 20    | 1      | 2            | 0            | 4      | 0      | 26    | 1      |
| Jagiellonia Białystok    | 2013/14            | Ekstraklasa        | 3     | 0      | 1            | 0            | –      | –      | 4     | 0      |
| Jagiellonia II Białystok | 2013/14            | III Liga           | 12    | 5      | 0            | 0            | –      | –      | 12    | 5      |
| Ogólnie w karierze       | Ogólnie w karierze | Ogólnie w karierze | 95    | 10     | 10           | 1            | 5      | 0      | 110   | 11     |

## Sukcesy

### Metalurgs Lipawa
- Mistrzostwo Łotwy: 2009